# Begonia phrixophylla
Begonia phrixophylla là một loài thực vật có hoa trong họ Thu hải đường. Loài này được Blatt. & McCann mô tả khoa học đầu tiên năm 1931.